# Dendrochilum angustifolium
Dendrochilum angustifolium är en orkidéart som beskrevs av Henry Nicholas Ridley. Dendrochilum angustifolium ingår i släktet Dendrochilum och familjen orkidéer. Inga underarter finns listade i Catalogue of Life.